# 183288 Eyer
183288 Eyer este un asteroid din centura principală de asteroizi.

## Descriere
183288 Eyer este un asteroid din centura principală de asteroizi. A fost descoperit pe 5 octombrie 2002 la Apache Point Observatory în cadrul programului Sloan Digital Sky Survey. Asteroidul prezintă o orbită caracterizată de o semiaxă mare de 2,36 ua, o excentricitate de 0,21 și o înclinație de 6,1° în raport cu ecliptica.